# Матияри
Матияри (англ. Matiari, урду مٹیاری‎) — город в пакистанской провинции Синд, административный центр одноимённого округа.

## География
Город находится на юге центральной части Синда, восточнее реки Инд, на расстоянии приблизительно 152 километров к северо-востоку от Карачи, административного центра провинции.
Абсолютная высота — 12 метров над уровнем моря. Ближайший гражданский аэропорт расположен в городе Хайдарабад.

## Демография
По данным последней переписи 1998 года, население составляло 15 773 человека.
Динамика численности населения города по годам:
| 1998   | 2012   |
| ------ | ------ |
| 15 773 | 18 809 |